# Frank Rader
Frank Rader (8 kwietnia 1848, zm. 7 sierpnia 1897) – amerykański polityk, burmistrz Los Angeles w latach 1894-1896.
Przybył do Los Angeles w 1883 roku,zawodowo zajmował się bankowością i nieruchomościami. Był jednym z założycieli Southern California National Bank. Jako burmistrz walczył o środki federalne na rozwój portu w Los Angeles. Za jego rządów wycofano ostatnie tramwaje konne i zastąpiono pojazdami z napędem elektrycznym.